# أندريس توماس
أندريس توماس (بالإنجليزية: Andrés Thomas)‏ هو لاعب كرة قاعدة دومينيكاوي، ولد في 10 نوفمبر 1963 في بوكا تشيكا في جمهورية الدومينيكان.